# 香港旺角帝盛酒店

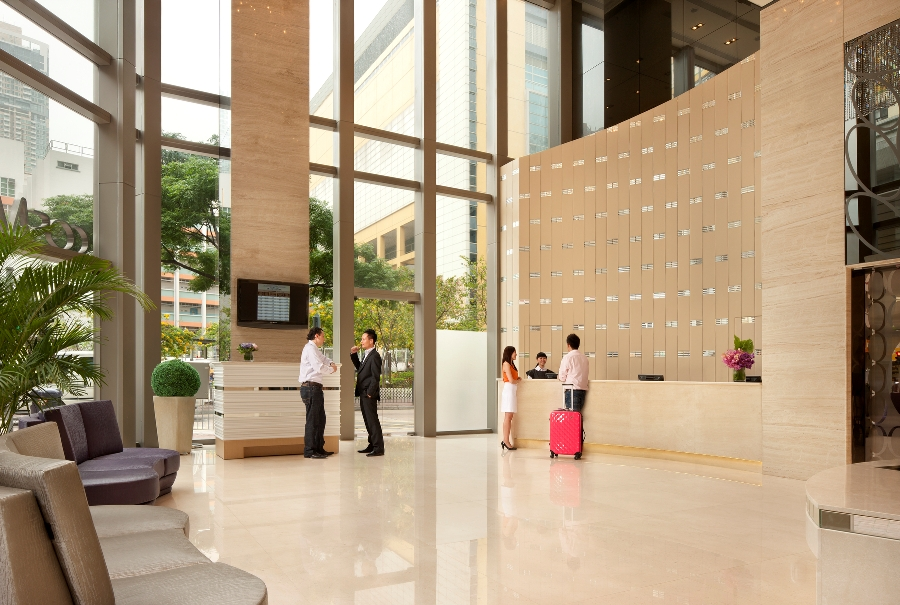
酒店大堂

香港旺角帝盛酒店（英語：Dorsett Mongkok, Hong Kong），為香港一間四星級酒店，位處於香港九龍大角咀大角咀道88號，由遠東發展其下帝盛酒店集團管理，於2011年開幕。

## 簡介
酒店共提供285間客房包括20間套房，並設穿梭巴士服務來往圓方、海港城、朗豪坊購物商場、女人街、港鐵旺角站、奧運站及香港機場快綫九龍站等。酒店為一間獲Earthcheck銅級基準認證的酒店，而且是香港首間推行100%全面室內禁煙的四星級酒店。
香港旺角帝盛酒店原名為旺角麗悅酒店，於2013年10月改稱為香港旺角帝盛酒店。

## 酒店設施
- Thai Pad 泰國餐廳
- 會議室
- 健身室
- Dorsett Lounge

## 獎項
- Tripadvisor “卓越獎”
- 米芝蓮 “最舒適酒店”
- WebAward“酒店及住宿組別Standard of Excellence”
- Hong Kong Business“「企業高飛成就大獎」最佳環保城市酒店”

## 參看
- 香港灣仔帝盛酒店
- 香港酒店列表

## 外部連結
- 香港旺角帝盛酒店官方網站 （页面存档备份，存于）